# Stanisław Dankowski
Stanisław Dankowski (ur. 6 sierpnia 1885, zm. 12 czerwca 1939) – inżynier budownictwa, naczelnik Wydziału Budownictwa miasta Sosnowiec.

## Życiorys
Stanisław Dankowski urodził się w 6 sierpnia 1885 roku, w Grodzisku (obecnie Grodzisk Mazowiecki) jako syn Konstantego (1854-1923) i Faustyny (z domu Hannytkiewicz, 1856-1931) Dankowskich.  

### Lwów
W latach 1904–1909 studiował na Politechnice Lwowskiej i po skończonych studiach właśnie w tym mieście rozpoczął karierę zawodową. W 1910 roku zdobył I miejsce i nagrodę równowartości 1000 koron w konkursie na gmach Kasyna Miejskiego. 

### Zwycięski projekt

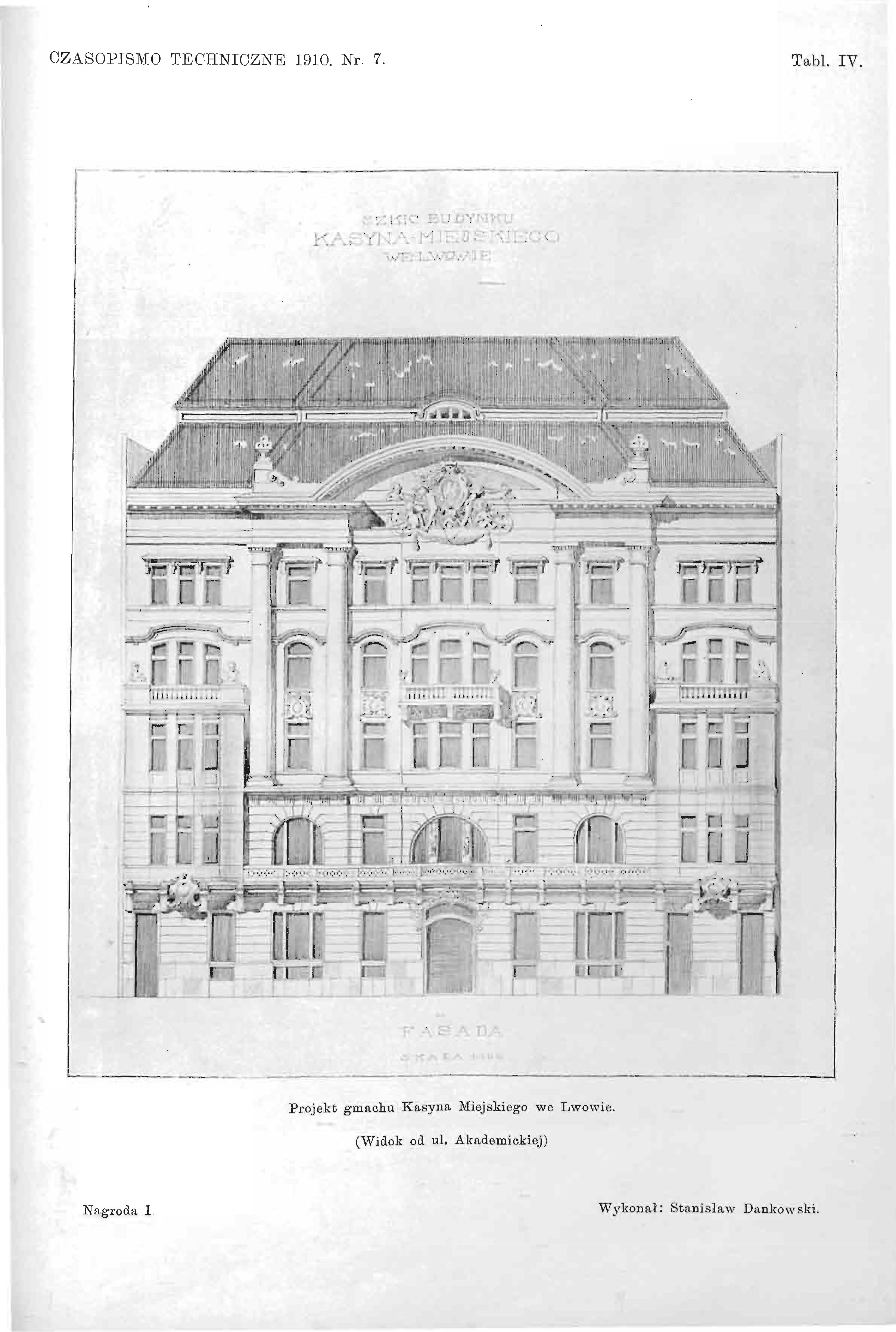
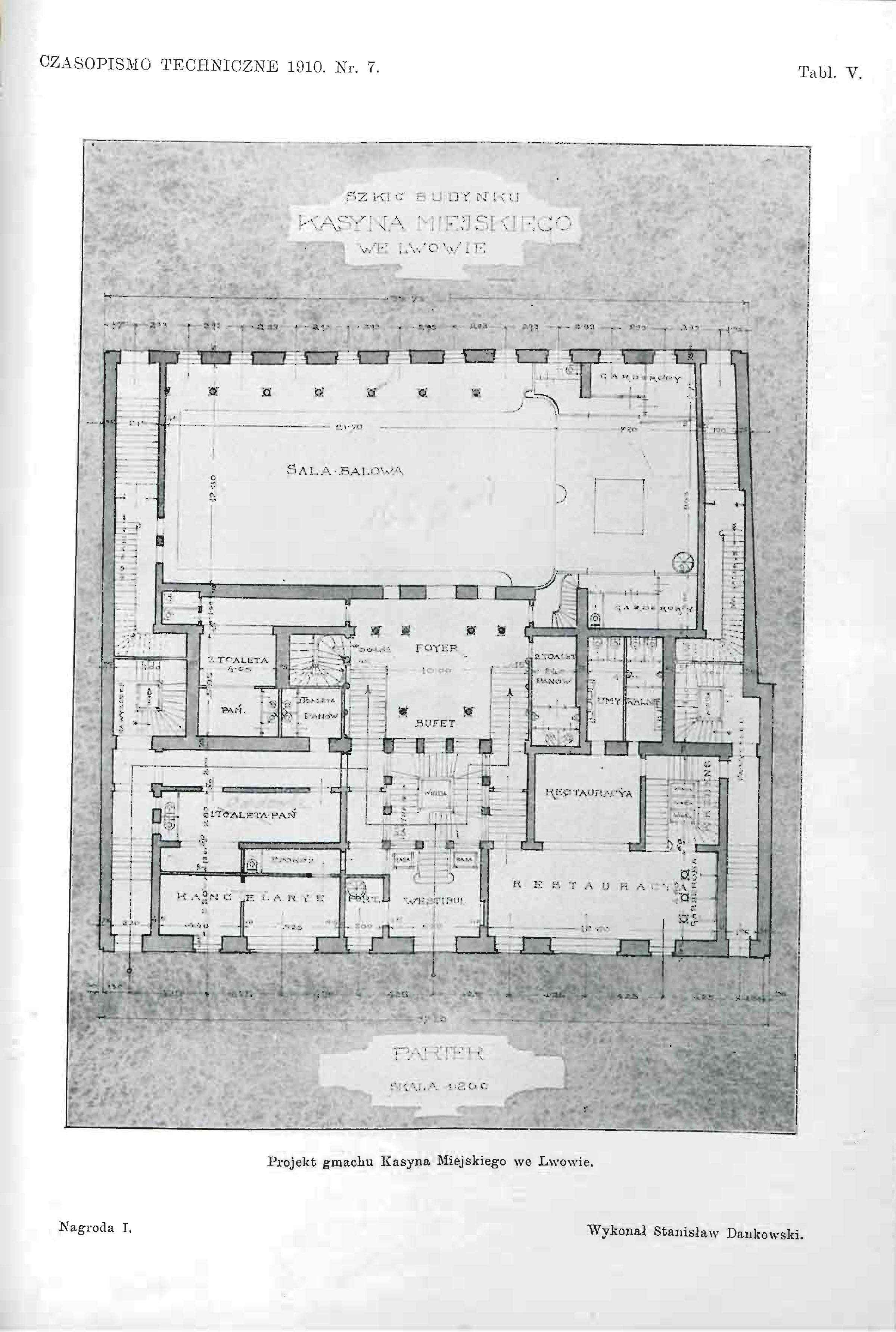
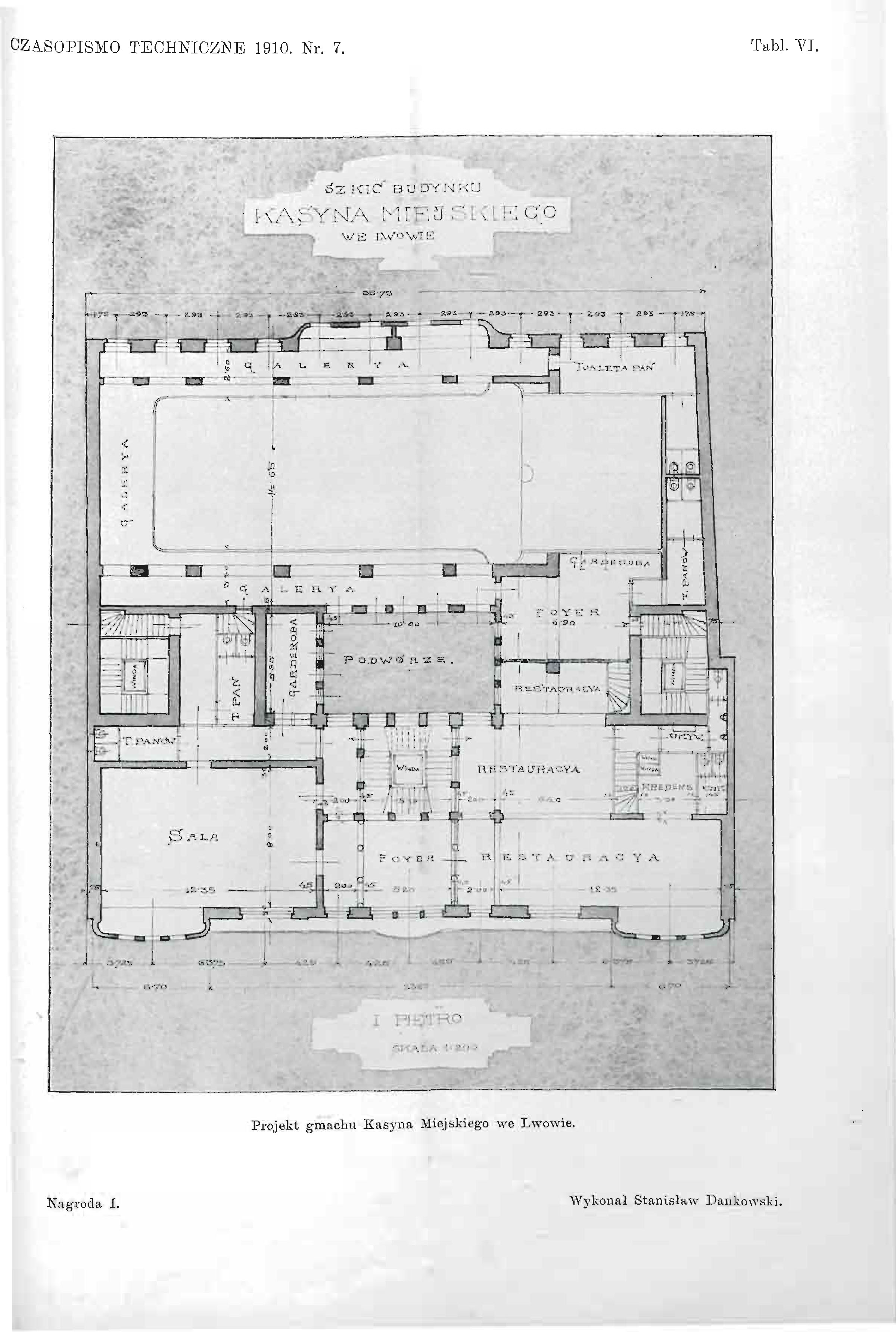
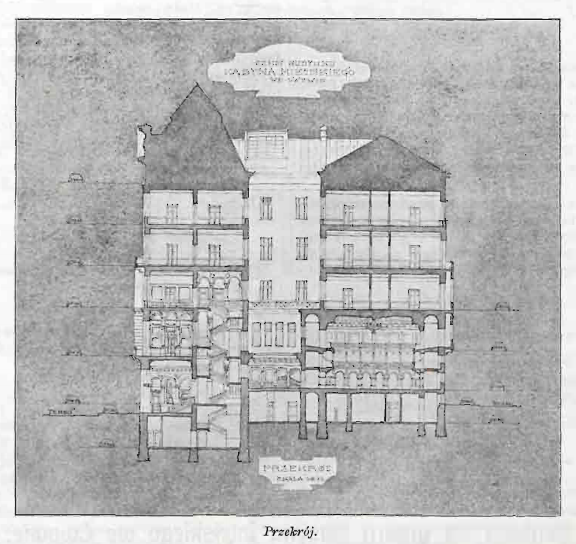

Do 1916 roku mieszkał we Lwowie przy ul. Kurkowej 14 (Obecnie Łysenki 14). 

### Sosnowiec
W 1917 roku Stanisław Dankowski został naczelnikiem Wydziału Budownictwa miasta Sosnowca. Po 1919 jedną z głównych dziedzin, na której skupiły się władze miejskie, było szkolnictwo. W związku z tym Dankowski zaprojektował kilka budynków szkolnych, które przetrwały do dzisiejszych czasów w niemal niezmienionej formie. Są to między innymi: szkoła przy ul. Wawel, szkoła przy ul. Kościelnej 9 niegdyś Nowokościelna 9 (1927 r). Stanisław Danikowski zaprojektował również sosnowiecką synagogę, która została zbudowana w 1924 roku. Niestety obiekt został zniszczony w 1939 roku. 
10 września 1933 roku władze Sosnowca rozpisały konkurs zamknięty na projekt budynku Urzędu Miasta, wszystkie prace ostatecznie odrzucono i ostatecznie to Stanisław Danikowski opracował szkic gmachu. Projekt został zaakceptowany i podjęto decyzję o budowie.
Do kolejnych prac Stanisława Dankowskiego należy jeszcze nieistniejące już Kino Zagłębie z 1924 roku. Obok Kina Zagłębie była restauracja Savoy, również projektu Stanisława Dankowskiego. 
Budowniczy Sosnowca zaprojektował jeszcze wiele mniejszych i większych budynków, jak m.in. Dom Czterech Kupców, hale targowe przy obecnej ul. Wyszyńskiego, Targowisko przy ul. Dekerta 7, Kolonię pracowników miejskich w Sosnowcu (Kolonię Limanowskiego), w której z resztą zamieszkał wraz z żoną.  
Rodzina Dankowskich posiadała także dom letni w willowych Żarkach-Letnisku w latach 30.